# Enizemum nigriscutellum
Enizemum nigriscutellum là một loài tò vò trong họ Ichneumonidae.